# Sant’Urbano
Sant’Urbano – miejscowość i gmina we Włoszech, w regionie Wenecja Euganejska, w prowincji Padwa.
Według danych na rok 2004 gminę zamieszkiwały 2253 osoby, 72,7 os./km².